# Château de La Caillère
 (juillet 2023).
Si vous disposez d'ouvrages ou d'articles de référence ou si vous connaissez des sites web de qualité traitant du thème abordé ici, merci de compléter l'article en donnant les références utiles à sa vérifiabilité et en les liant à la section « Notes et références ».
Le château de La Caillère est situé sur la commune de La Caillère-Saint-Hilaire, au sud du département de la Vendée, en région Pays de la Loire.

## Environnement
Le château est situé dans un paysage de bocage calcaire, dans un talweg humide.

## Histoire
Après avoir rencontré le dauphin Charles à Chinon, Jeanne d'Arc y aurait séjourné en 1429 alors qu'elle se rendait à Poitiers pour y être interrogée. Son hôte à Poitiers était maître Jean Rabateau, avocat général au Parlement de Paris replié à Poitiers et sieur de La Caillère.

## Architecture

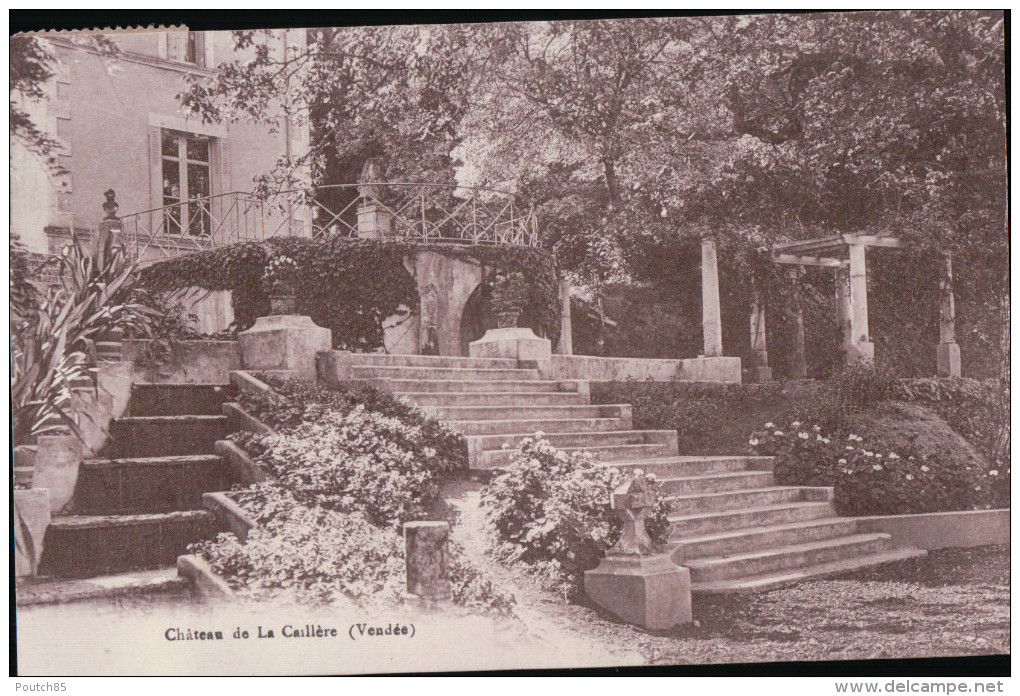
Parc du château de La Caillère (bassins en cascade).

Château fortifié bâti au XIIIe siècle par Guillaume de La Caillère, il aurait été démoli durant la Révolution française. Seule une tour subsiste de cette époque qui a donné son nom à la rue adjacente (rue de la tour). Sur le cadastre Napoléonien de 1825, une autre « tour », située plus au Sud, est mentionnée en ruine et pourrait faire partie de l'ancien château médiéval. Elle n'est plus visible.
Au XXIe siècle, la propriété de la tour dite « le château de la Caillère » qui se situe en face du parvis de l’église est composée d'une maison de maître datée de la moitié du XIXème Siècle qui fut agrandie vers 1920.